# Fighting Nerds
Fighting Nerds (antiga Combat Club São Paulo ) é uma equipe e academia de artes marciais mistas (MMA) sediada em São Paulo, Brasil. Seus lutadores e córnes são conhecidos pelos óculos característicos, que geralmente aparecem colados com fita adesiva no meio.

## Fundação
O Fighting Nerds foi fundado em 2014 por Caio Borralho e seu treinador Pablo Sucupira. Borralho era inicialmente um grappler e se encontrou com Sucupira para treiná-lo no striking. Sucupira observou que Borralho, assim como ele, preferia adotar uma abordagem analítica e baseada em dados para as lutas. Os dois construíram a academia, incluindo a pintura das paredes, instalação do ringue, etc.
A equipe foi crescendo aos poucos com a chegada do treinador de grappling de Demian Maia, Wagner Mota, e do veterano lutador brasileiro Flávio Álvaro. No início, Álvaro estava hesitante e queria um alto salário, mas, depois de visitar o ginásio e conversar com os lutadores, ele acabou cedendo e disse que só pediria dinheiro depois que eles se tornassem grandes estrelas
Os fundadores da equipe se recusaram a tentar fabricar uma falsa credibilidade de rua e não negaram seu histórico nerd. Borralho adorava a escola e dava aulas particulares de matemática e química para os colegas. Sucupira trabalhava em um escritório como redator publicitário em uma agência de marketing antes de pedir demissão porque seus colegas diziam que suas ideias eram muito loucas. Isso levou a equipe a ser chamada de Fighting Nerds, nome que foi escolhido instantaneamente. A marca Fighting Nerds é mais conhecida por seus óculos de plástico preto sem lentes, com fita no nariz, usados por seus lutadores, córners e até ocasionalmente por entrevistadores dentro do cage como Joe Rogan e Daniel Cormier. O UFC, que costuma ser restritivo com acessórios, aprovou os óculos depois que Sucupira os convenceu de que era apenas o logo da equipe. Os óculos são feitos para mostrar que os lutadores são inteligentes, já que conseguem pensar em uma situação onde ninguém mais consegue pensar, como no combate dentro do cage. Borralho disse que a melhor coisa sobre os óculos é como eles mostram o quanto são respeitados ao redor do mundo, depois de anos sendo ridicularizados pelo nome e pela aparência na cena regional brasileira. Sucupira compra centenas de pares deles de uma vez.
A metodologia de treinamento de Sucupira é baseada na ideia de que lutar é um problema que precisa ser resolvido, e que se deve lutar com inteligência, não apenas com dureza. A formulação de estratégias específicas para cada adversário é uma parte importante desse processo. Segundo Borralho, os objetivos da equipe são mudar a percepção das pessoas sobre os lutadores e incentivar os nerds, mostrando que eles podem alcançar qualquer coisa em que decidam se empenhar. A equipe oferece aulas de inglês e de oratória, e seus membros se reúnem para estudar lutas e movimentos.
Em 2021, a Fighting Nerds teve uma grande conquista quando Borralho recebeu uma proposta para competir por um contrato com o UFC no Dana White's Contender Series. Após duas lutas, Borralho garantiu seu contrato com a organização.
Em março de 2025, Maurício Ruffy revelou que a Fighting Nerds expandiria para os Estados Unidos com a abertura de uma filial em New Hampshire.

## Lutadores notáveis
- Caio Borralho[1]
- Carlos Prates[1]
- Jean Silva[1]
- Maurício Ruffy[1]
- Bruna Brasil[1]
- Thiago Moisés[1]

## Prêmios
World MMA Awards
- Academia do Ano de 2024[5]

MMA Junkie
- Academia do Ano de 2024[6]